# NGC 3241
NGC 3241 (другие обозначения — ESO 436-16, MCG -5-25-2, IRAS10220-3213, PGC 30498) — галактика в созвездии Насос.
Этот объект входит в число перечисленных в оригинальной редакции «Нового общего каталога».
В галактике была обнаружена сверхновая SN 2008ef.